# Émile Vauthier (architecte)
Pour les articles homonymes, voir Vauthier.
Émile Vauthier est un architecte français, né le 8 juin 1823 à Troyes et mort le 8 avril 1866 à Périgueux.

## Biographie
Peu d'informations sont connues sur l'origine et la formation d'Émile Vauthier. Le compte-rendu de la direction des cultes rédigé par Léonce Reynaud, inspecteur général des édifices diocésains de 1853 à 1856, indique qu'il a étudié l'architecture à Paris avec l'architecte Gauthier et que Paul Abadie « qu'il a toute l'instruction nécessaire pour remplir les fonctions d'architecte diocésain dans les circonstances ordinaires ».
Il a été nommé inspecteur des édifices diocésains de Périgueux pour les travaux exécutés par Paul Abadie à partir 1852 jusqu'à sa mort, en 1866.
Il a suivi les travaux de Paul Abadie à la cathédrale Saint-Front. Il a précédé son intervention par une étude archéologique de la Cathédrale restée inachevée. Étant un des amis de Joseph de Mourcin, il lui fait part en 1853 de la découverte d'un parchemin trouvé dans un mur de la cathédrale,. En 1854, il signale la découverte de nombreux sarcophages en pierre au cours des travaux sous la porte du Thouin de la cathédrale. Il a aussi suivi d'autres travaux réalisés par Paul Abadie en Dordogne. Il a aussi assuré seul des travaux.
Émile Vauthier a publié plusieurs articles dans Le Chroniqueur du Périgord et du Limousin en 1853 et 1854.

## Bâtiments construits
D'après les archives trouvées dans le presbytère de la cathédrale Saint-Front et citées par Jean Secret :
- suivi des travaux réalisés par Paul Abadie :
  - cathédrale Saint-Front de Périgueux,
  - entretien de l'évêché de Périgueux,
  - entretien du séminaire de Périgueux,
  - étaiement du cloître de l'abbaye de Cadouin,
  - projet de la construction de l'église de Villefranche-du-Périgord,
  - construction de l'église de Mussidan,
  - restauration de l'église de Trélissac,
  - construction de l'église Saint-Georges de Périgueux,
  - achèvement des travaux de restauration de l'abbatiale Saint-Pierre de Brantôme,
  - projet de construction de l'église d'Excideuil,
  - tombeau de l'évêque de la Massonais dans la cathédrale de Périgueux.

- seul intervenant :
  - étude de l'église de Badefols-d'Ans,
  - projet de restauration de la Cité, à Périgueux,
  - dessins de l'église de Saint-Privat-des-Prés,
  - projet de restauration de l'église de Terrasson,
  - projet de restauration de l'église de Saint-Laurent-sur-Manoire,
  - construction de l'église Saint-Laurent de Saint-Laurent-des-Bâtons,
  - restauration de l'église Saint-Martin d'Eyliac,
  - église des Capucins de Périgueux,
  - construction de l'hôpital de Saint-Aulaye,
  - construction du presbytère de Saint-Aulaye,
  - restauration de la lanterne des morts d'Atur,
  - projet de la maison des orphelines à Bergerac,
  - restauration de l'église de Cendrieux,
  - restauration de l'église de Coulaures,
  - restauration de l'église Saint-Astier de Chapdeuil,
  - restauration de l'église de Savignac-les-Églises,
  - restauration de l'église Saint-Hilaire de Saint-Hilaire-d'Estissac,
  - restauration de l'église de Celles,
  - achèvement du presbytère de Saint-André-de-Double,
  - construction d'une chapelle au château de Cardoux,
  - restauration de l'église de Biras,
  - construction de la chapelle des sœurs de Sainte-Marthe à la Cité, à Périgueux,
  - projet de restauration de l'église de Mauzac,
  - plans et dessins de toutes les maisons acquises par l'État pour l'isolement de la cathédrale Saint-Front,
  - construction de l'église de La Bachellerie,
  - restauration de l'église de Montagnac-la-Crempse,
  - restauration de l'église de Beleymas,
  - restauration de l'église de Léguillac-de-Cercles,
  - restauration de l'église d'Auriac,
  - restauration de l'église Saint-Pantaléon de Sergeac,
  - construction de l'église de Saint-Seurin-de-Prats,
  - projet de construction de l'église de Saint-Cernin-de-Labarde,
  - construction de l'église de Lanouaille,
  - restauration de l'église de Beauronne,
  - construction du presbytère de La Roche-Chalais,
  - restauration de l'église de La Douze,
  - construction du clocher de l'église de Gout-Rossignol,
  - restauration de l'église de Montrem,
  - restauration de l'église de Vallereuil,
  - projet de restauration de l'église de Cubjac,
  - projet de restauration de l'église de Bourg-du-Bost,
  - projet de restauration de l'église de Saint-Vincent-de-Connezac,
  - restauration de l'église de Sainte-Marie-de-Chignac,
  - restauration de l'église de  Saint-Paul-la-Roche,
  - projet de presbytère pour Cornille,
  - projet de restauration de l'église de Paussac,
  - restauration de l'église de Bussac,
  - restauration de l'église de Grignols,
  - projet de restauration dû presbytère de Saint-Cyprien (abbaye),
  - projet de restauration de l'église de Saint-Paul-de-Serre,
  - restauration du presbytère de Coutures,
  - restauration de l'église de Sarliac-sur-l'Isle,
  - projet de restauration de l'église et du presbytère de Saint-Privat-des-Prés,
  - restauration du presbytère de Brantôme,
  - projet de restauration de l'église de Saint-Méard-de-Drône,
  - projet de restauration de l'église de Saint-Jean-d'Estissac,
  - projet de presbytère d'Agonac,
  - projet de restauration de l'église et du presbytère de Milhac,
  - projet de construction de l'église de Saint-Vincent-de-Cosse,
  - projet de restauration de l'église de Saint-Pierre-de-Chignac,
  - projet de restauration de l'église de Beaupouyet,
  - projet de restauration de l'église de Douville,
  - projet de restauration de l'église de Bourrou,
  - projet de restauration du presbytère de Saint-Antoine-d'Auberoche.

## Publications
Émile Vauthier a écrit plusieurs articles historiques dans la revue Le chroniqueur du Périgord et du Limousin :
- « L'église de Terrasson », 1853, p. 62-63 (lire en ligne)
- « Cercueils en pierre découverts pendant le terrassement de la plateforme du Thouin », 1853, p. 72 (lire en ligne)
- « Une lanterne des morts à Atur », 1853, p. 149-150 (lire en ligne)
- « Note sur l'église de Tocane », 1853, p. 240-241 (lire en ligne)
- « Les églises du Périgord. Saint-Privat », 1854, p. 118-119 (lire en ligne)
- « Les églises du Périgord. Cendrieux », 1854, p. 121-122 (lire en ligne)